# Paramyidae
Famille
Les Paramyidae forment une famille de rongeurs fossiles.

## Liste des sous-familles et genres
Selon Paleobiology Database (15 avril 2015) :
- genre Asiaparamys
- genre Corbarimys
- sous-famille Reithroparamyinae